# خيشوم

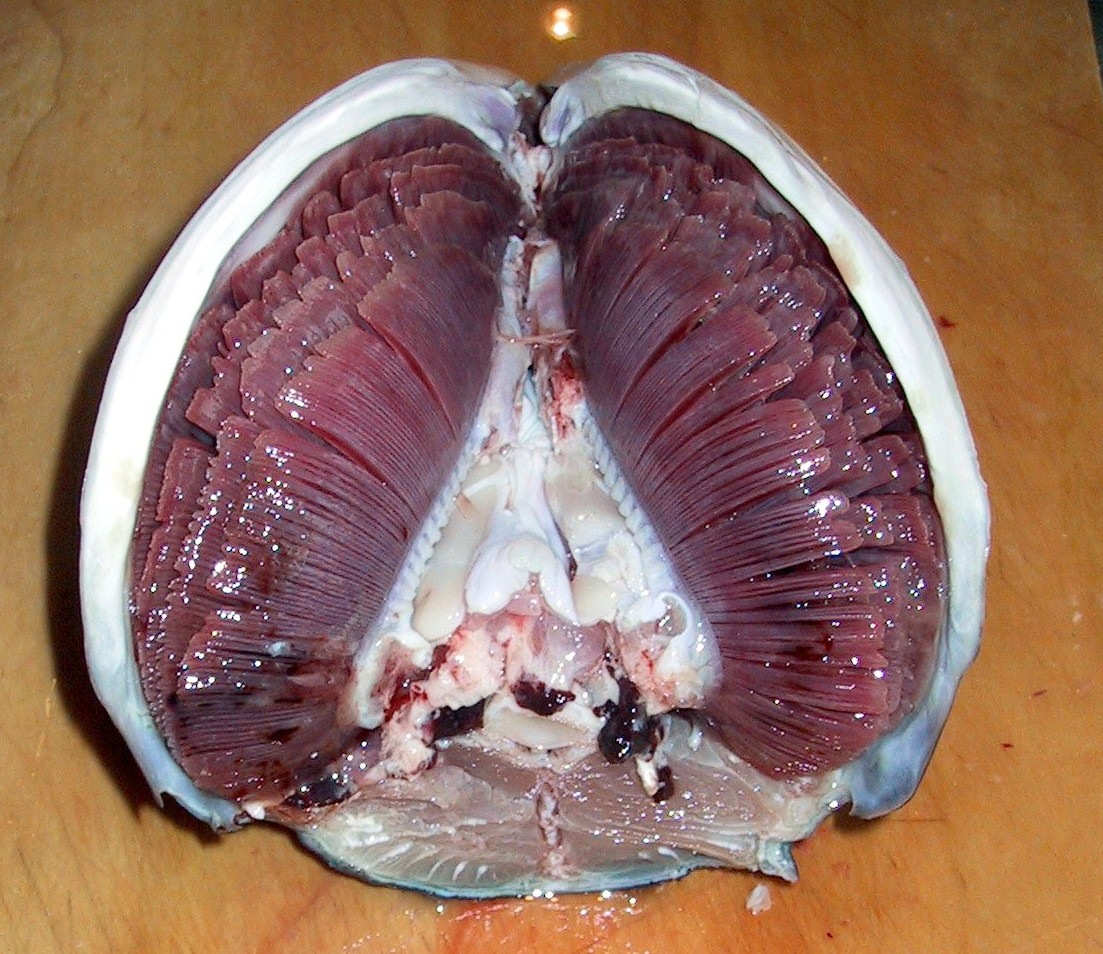
خياشيم داخلية لسمك التونة

الخيشوم أو الغلصمة (جمعها خياشم أو غلاصم) هو عضو التنفس في كثير من حيوانات الماء. وهو في السمك عضو التنفس الأساسي، فتحصل الأسماك على الأكسجين من الماء إلى الدم. تتكون الخياشيم من خيوط رقيقة مغطاة بصفيحة شديدة الانثناء وتحتوي الصفيحة على العديد من الأوعية الدموية التي يمكنها أن تأخذ الأكسجين وإطلاق ثاني أكسيد الكربون حيث يمر الدم في أوعية دموية دقيقة تتخلل الخيوط الخيشومية فيمتص الدم الأكسجين ويطلق ثاني أكسيد الكربون. وتتصل الخيوط بالحافة الخارجية للقوس الخيشومية الغضروفية أو العظمية، وتبرز من الحافة الداخلية للقوس أسنان خيشومية لا توجد إلا في الأسماك التي تفترس أسماكا بأكملها أو تلتهم غذاء كبيرا وتستخدم في تصفية الغذاء من الماء الذي يدخل في الفم ويخرج من الفتحات الخيشومية، وهناك خياشيم مختلفة التركيب في الأطوار الأولى للبرمائيات (وفى البالغ من بعض أنواعها) وفي الرخويات وشوكية الجلد والقشريات ويرقات الحشرات المائية. وتكون مغطاة بغشاء خيشومي.

## وصلات خارجية
- كيف تتنفس الأسماك